# Grand Tower
Grand Tower ist eine Kleinstadt mit dem Status „City“ im Jackson County im Südwesten des US-amerikanischen Bundesstaates Illinois.
Im Jahr 2010 hatte Grand Tower 605 Einwohner.

## Geographie

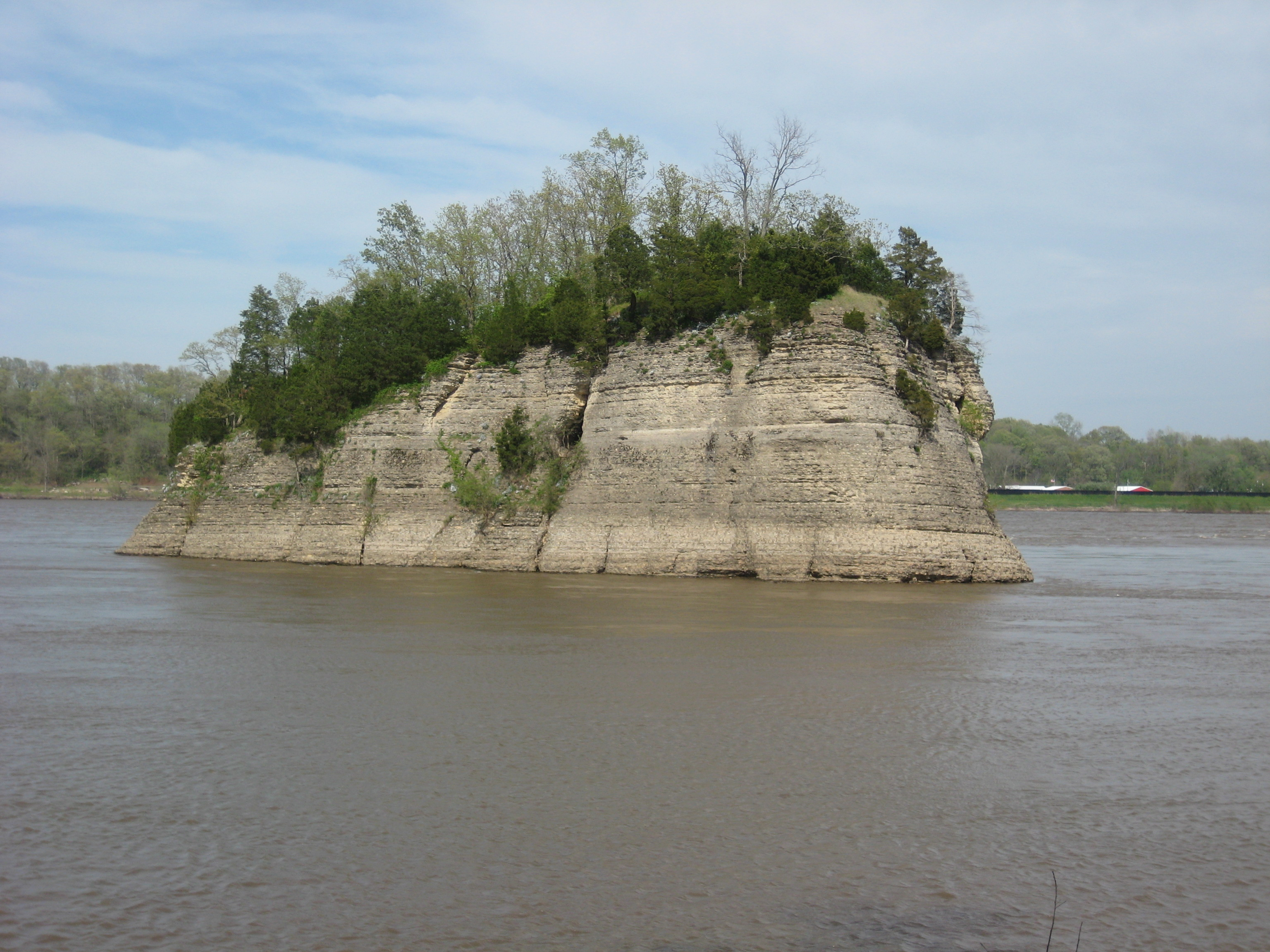
Der Tower Rock im Mississippi, seit 1970 im NRHP gelistet

Die Stadt Grand Tower, das Zentrum der Grand Tower Township, liegt auf 37° 38′ N, 89° 30′ W und erstreckt sich über 3 km². Der Ort am östlichen Ufer des Mississippi, der die Grenze zu Missouri bildet. Die Mündung des Ohio an der Schnittstelle der Bundesstaaten Illinois, Missouri und Kentucky befindet sich 92,1 km südlich.
Der Name der Stadt bezieht sich auf die Tower Rock genannte Felsformation inmitten des Mississippi. Der Felsen liegt auf dem Gebiet des der Stadt gegenüber liegenden Perry County in Missouri.
Benachbarte Orte von Grand Tower sind Gorham (12,8 km nördlich) und Wolf Lake (15 km südlich). Auf dem gegenüber liegenden Mississippiufer liegt Wittenberg in Missouri, wohin aber keine direkte Verbindung besteht.

Die nächstgelegenen größeren Städte sind St. Louis in Missouri (151 km nordwestlich), Louisville in Kentucky (391 km östlich), Tennessees Hauptstadt Nashville (341 km südöstlich) und Tennessees größte Stadt Memphis (325 km südsüdwestlich).

## Verkehr
Entlang des Mississippi verläuft die hier den Illinois-Abschnitt der Great River Road bildende Illinois State Route 3. Alle weiteren Straßen sind innerörtliche Verbindungsstraßen.
Mit dem Southern Illinois Airport befindet sich 37 km nordöstlich von Grand Tower ein Regionalflughafen. Der nächstgelegene größere Flughafen ist der Lambert-Saint Louis International Airport (184 km nordwestlich).

## Demografische Daten
Nach der Volkszählung im Jahr 2010 lebten in Grand Tower 605 Menschen in 244 Haushalten. Die Bevölkerungsdichte betrug 201,7 Einwohner pro Quadratkilometer. In den 244 Haushalten lebten statistisch je 2,48 Personen.
Ethnisch betrachtet setzte sich die Bevölkerung zusammen aus 98,2 Prozent Weißen, 0,2 Prozent Afroamerikanern, 0,3 Prozent amerikanischen Ureinwohnern sowie 0,3 Prozent aus anderen ethnischen Gruppen; 1,0 Prozent stammten von zwei oder mehr Ethnien ab. Unabhängig von der ethnischen Zugehörigkeit waren 1,8 Prozent der Bevölkerung spanischer oder lateinamerikanischer Abstammung.
23,1 Prozent der Bevölkerung waren unter 18 Jahre alt, 61,5 Prozent waren zwischen 18 und 64 und 15,4 Prozent waren 65 Jahre oder älter. 50,4 Prozent der Bevölkerung war weiblich.
Das mittlere jährliche Einkommen eines Haushalts lag bei 29.667 USD. Das Pro-Kopf-Einkommen betrug 11.548 USD. 31,8 Prozent der Einwohner lebten unterhalb der Armutsgrenze.